# 鹿児島宇宙センター
鹿児島宇宙センター（かごしまうちゅうセンター、英語：Kagoshima Space Center、KSC）は、宇宙航空研究開発機構（JAXA）が鹿児島県に設置、運用している射場である、種子島宇宙センターと内之浦宇宙空間観測所の総称であり、統括している組織である。所長は種子島宇宙センター所長が兼任している。

## 概要
鹿児島宇宙センターはJAXAの第一宇宙技術部門の宇宙技術輸送統括本部の傘下にある組織。鹿児島宇宙センターは組織名で、事業所名としての種子島宇宙センターと内之浦宇宙空間観測所を所管しており、その主たる事業所が種子島宇宙センターという位置付けで、内之浦宇宙空間観測所はその種子島宇宙センターの下部組織という位置付けである。
これは2003年10月1日に日本の旧航空宇宙3機関である、文部科学省宇宙科学研究所 (ISAS)、独立行政法人航空宇宙技術研究所 (NAL)、特殊法人宇宙開発事業団 (NASDA) の統合に際して、ロケットの打ち上げを一つの本部に集約するにあたって、種子島宇宙センターと鹿児島宇宙空間観測所（当時）を一つの組織にすることになった。組織の大きさを考えると、種子島宇宙センターの下に鹿児島宇宙空間観測所を置くのが妥当とされたが、「種子島」の下に「鹿児島」があるのは違和感があるため、鹿児島宇宙空間観測所を内之浦宇宙空間観測所に名称を変え、これを鹿児島宇宙センターの下部組織とした。しかし、種子島宇宙センターという名称がなくなると地元の反発が予想されたため、鹿児島宇宙センター（組織名）の主たる事業所である種子島宇宙センター（事業所名）という位置付けで決着がついた。

## 所在地
鹿児島宇宙センター
鹿児島県熊毛郡南種子町大字茎永字麻津
北緯30度24分 東経130度58分 / 北緯30.4度 東経130.97度座標: 北緯30度24分 東経130度58分 / 北緯30.4度 東経130.97度